# Temple Grandin
Mary Temple Grandin, född 29 augusti 1947 i Boston, Massachusetts, är en amerikansk forskare inom husdjursvetenskap och aktivist. Hon har autism och är känd för sitt engagemang i djurskyddsfrågor och autismfrågor. Grandin är professor vid Colorado State University.
Temple Grandin har kallats "den akademiska världens mest välkända autistiska forskare". År 2010 kom den prisbelönta semibiografiska filmen Temple Grandin med Claire Danes i titelrollen. Filmen kom att vinna både en Emmy och Golden Globe. Samma år, 2010, blev Grandin en av Time magazine’s 100 mest inflytelserika personer.

## Biografi
Mary Temple Grandin föddes i Boston i en förmögen familj. Hon kunde inte tala förrän hon var tre och ett halvt år och hon uppvisade beteendeproblem.  Hon var från början diagnostiserad med hjärnskada och det var inte förrän i vuxen ålder hon fick diagnosen autism.  Med uppmuntran från sin naturvetenskapslärare och sin faster som drev en ranch så började Grandin följa en karriär inom djurvetenskap. 
År 1970 tog hon kandidatexamen i psykologi vid Franklin Pierce College i New Hampshire för att sedan 1975 avlägga masterexamen och 1989 doktorexamen i djurvetenskap vid Arizona State University respektive University of Illinois at Urbana-Champaign. Från 1990 undervisade hon i djurvetenskap på Colorado State University. 

### Uppväxt och utbildning
Under 1950-talet var kunskapen om autism begränsad och det fanns en fördomsfull syn på flickor och kvinnor med neuroutvecklingsmässiga tillstånd. Flickor med autism var ofta förbisedda eller felaktigt diagnostiserade, och en vanlig rekommendation var att de skulle institutionaliseras. Grandins föräldrar stod inför valet att antingen institutionalisera henne eller söka alternativa vägar för hennes utveckling .
Grandins mor Eustacia Cutler valde att gå emot rådande medicinska rön. Hon var fast besluten att ge sin dotter möjligheten att utvecklas och lära sig grundläggande sociala färdigheter. Cutlers envishet och engagemang i sin dotters utveckling var avgörande, särskilt i en tid då stöd för flickor med utvecklingsmässiga skillnader var nästan obefintligt. Under sin skolgång mötte Grandin stora svårigheter. Hon tänkte i bilder snarare än ord, vilket gjorde det svårt för henne att förstå och relatera till mänskliga känslor och interaktioner. Hennes unika sätt att tänka, kombinerat med svårigheten att relatera till kamrater och bli förstådd av lärare, ledde till en känsla av isolering och ångest. Dessa utmaningar belyser de speciella behov och de sociala utmaningar som flickor med autism ofta står inför .
En vändpunkt i Grandins liv var vistelsen hos sin faster på en ranch, där hon utvecklade en djup förbindelse med djur. Det var här hon uppfann sin "squeeze machine", inspirerad av ett boskapsredskap, vilket hjälpte henne att hantera sensorisk överbelastning. Denna uppfinning och Grandins intresse för maskinkonstruktion och vetenskapligt arbete uppmuntrades av hennes high school-lärare William Carlock, vilket reflekterar vikten av mentorskap för unga kvinnor inom vetenskap och teknik . Trots sina utmaningar lyckades Grandin till sist fullfölja sin utbildning. Hon tog en kandidatexamen i psykologi vid Franklin Pierce College och fortsatte sedan att skaffa en masterexamen och en doktorsexamen i djurvetenskap. Hennes akademiska resa, präglad av hennes unika inlärningsstil, visar på de hinder som kvinnor med autism ofta måste övervinna för att uppnå framgång i ett konventionellt utbildningssystem .

## Karriär
Grandin har publicerat flera artiklar, böcker och avhandlingar med fokus på djurs beteende och människans hantering av boskapsdjur. Totalt har hon författat över 400 artiklar. Hon har forskat kring hur olika miljöer och former av boskapshantering påverkar djurens mående. Hon var en av de första som påpekade hur djuren påverkas av visuella distraktioner under hantering så som snabba rörelser, skuggor, hängande kedjor osv. År 1988 publicerade Grandin en artikel “"Double Rail Restrainer Conveyor for Livestock Handling"” i Journal of Agricultural Engineering Research, Vol. 4, pp. 327–338 som beskriver hennes metod för hantering av nötboskap under slakt som idag används på hälften av Nordamerikas nötkreaturspopulation. Hon har även utvecklat ett poängsystem för att utvärdera djurens välmående på slakterier, detta beskriver hon i sin artikel “Objective scoring of animal handling and stunning practices in slaughter plants”.
Hon har även fått utmärkelser för sitt arbete för boskapsdjurs välfärd.
Grandin har skrivit flera böcker om autism, baserade på forskning i ämnet, men också utifrån egna, personliga upplevelser. En del av hennes fokus kring ämnet har varit hur personer med autism ska kunna navigera arbetslivet. 
År 2009 utsågs hon till agronomie hedersdoktor vid Sveriges lantbruksuniversitet för sitt arbete för att främja djurens välfärd.